# Fort de Champvillard
Le fort de Champvillard (aussi orthographié Champvillars) est un ancien ouvrage militaire construit de 1879 à 1881 sur la commune d'Irigny, à l'ouest de Lyon. Il fait partie de la deuxième ceinture de Lyon et plus globalement du système Séré de Rivières.
Ce fort, culminant à 277 mètres d'altitude, servait à contrôler les communes d'Irigny, Millery, Brignais et une partie de la Vallée du Rhône, ainsi que d'appuyer le fort de Feyzin.

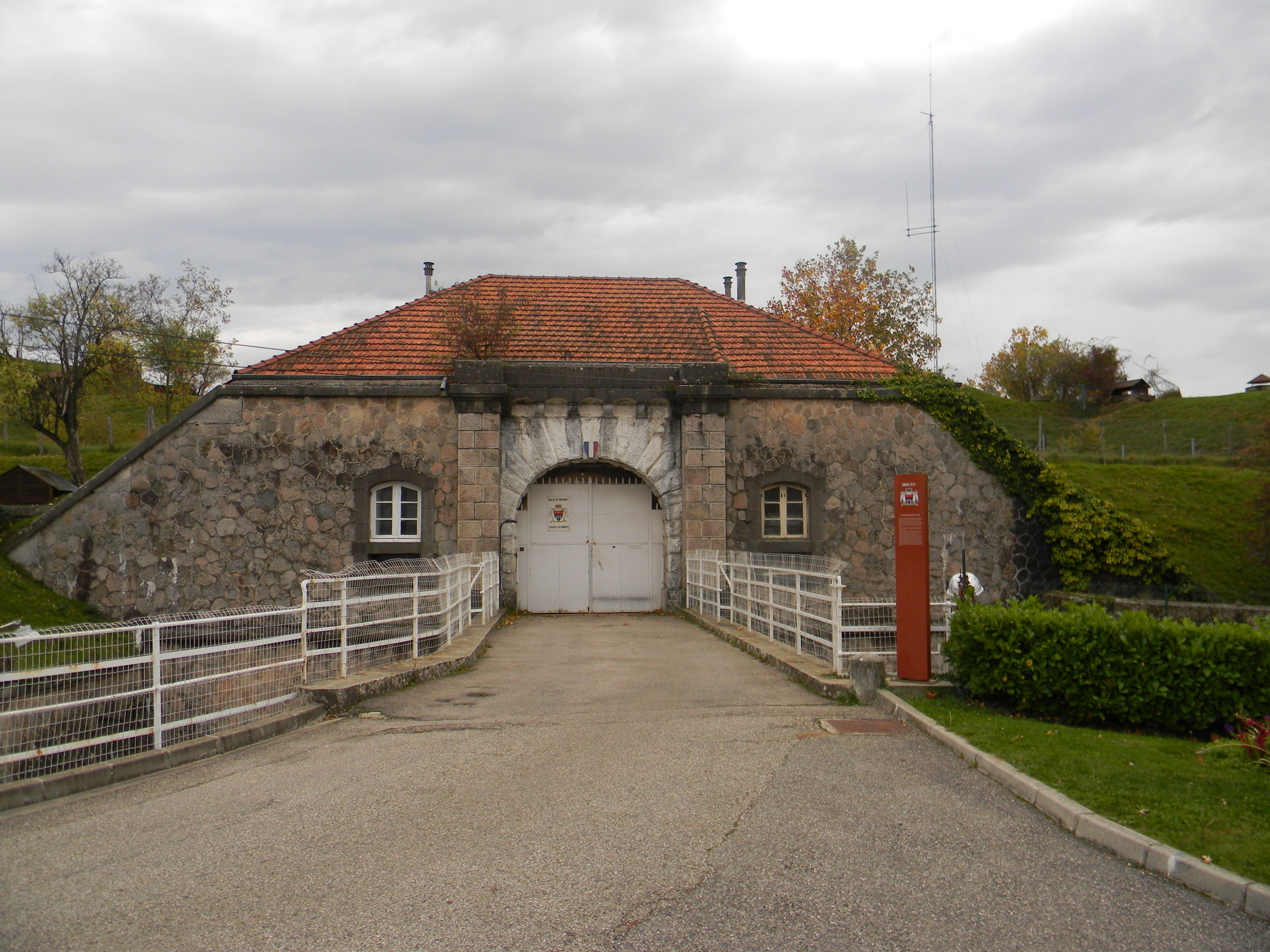
Le pavillon d'entrée du fort

## Histoire

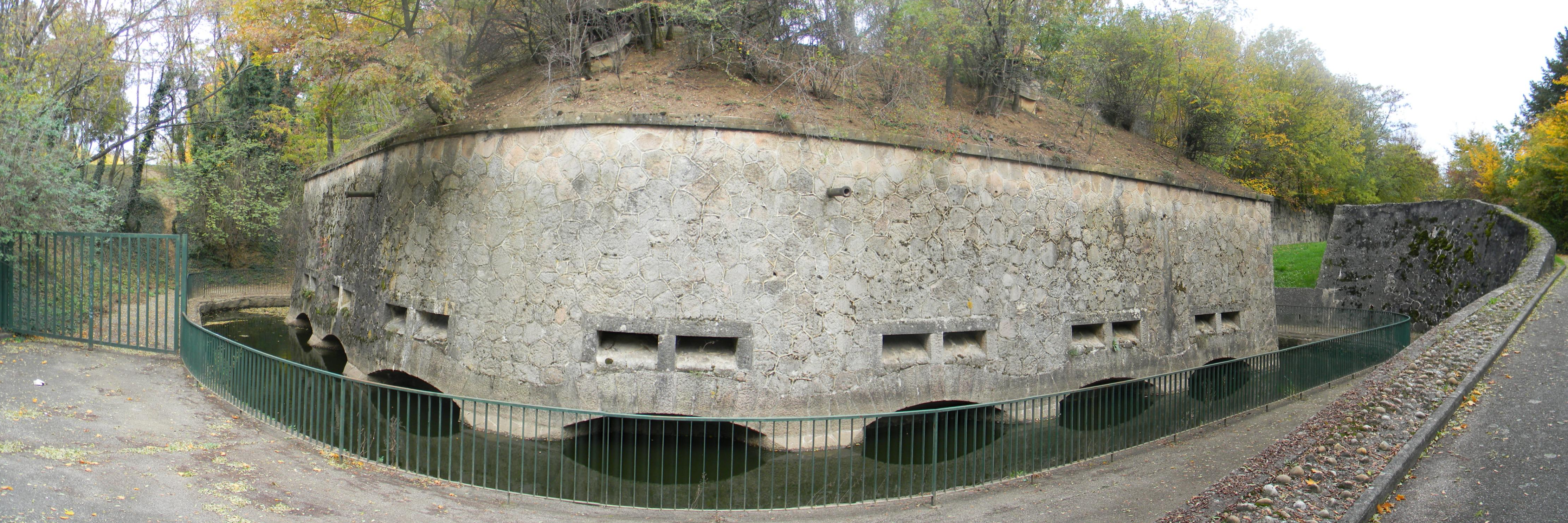
Caponnière double de front droit

Construit en forme de trapèze asymétrique, il mesure 130 mètres de longueur par 230 mètres de largeur, un fossé entourait le tout.
La caponnière double de gorge à la gauche du pavillon d'entrée est unique dans la deuxième ceinture de Lyon, permettant de défendre l'accès par le ravelin (aujourd'hui détruit), le pont et le fossé. Une seconde caponnière double est placée sur le front droit, ainsi qu'une simple sur le front gauche.
La caserne de parados n'a qu'un seul niveau et abritait 90 hommes (dont six officiers) en temps de paix, 170 en temps de guerre.
Le fort comportait aussi une poudrière de 32 tonnes pour huit plateformes de tir.

## Aujourd'hui
Le fort est déclassé depuis 1970. Il est désormais exploité par les services techniques de la ville d'Irigny et une amicale bouliste locale. Des aires de jeux entourent aussi le fort.

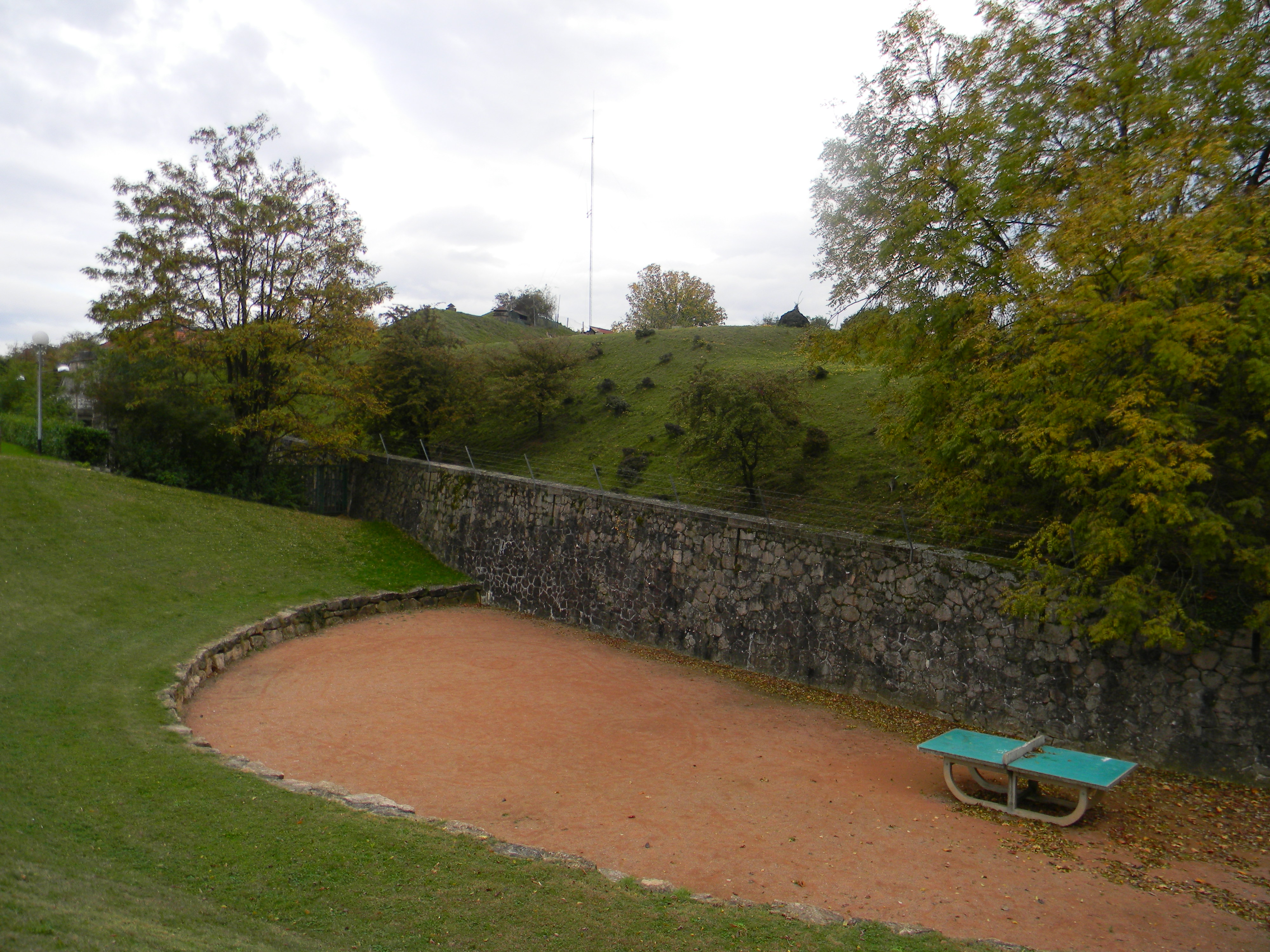
Une aire de jeux autour du fort
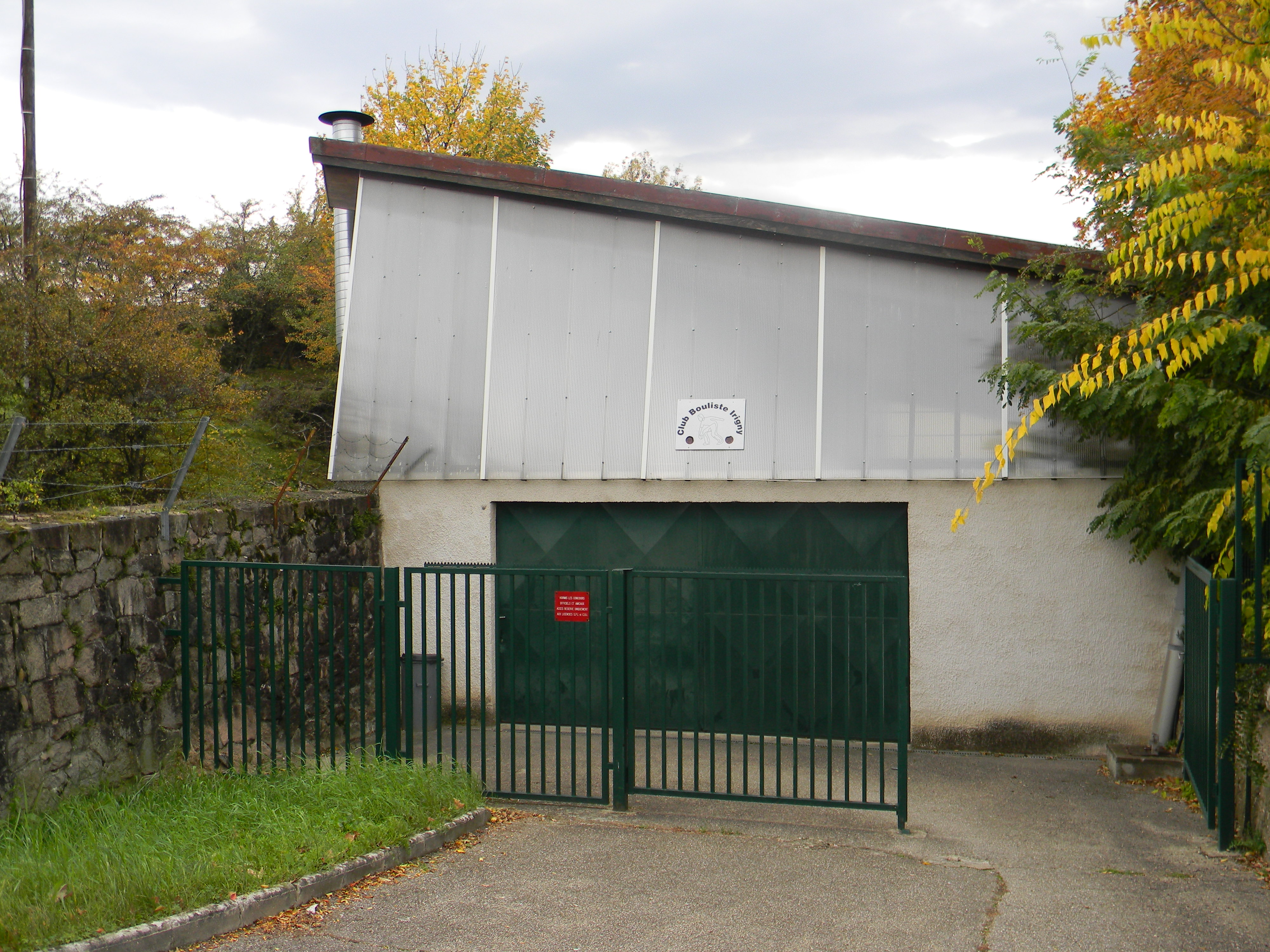
Un club bouliste dans le fort

Une course reliant les forts de Champvillard et Montcorin est organisée depuis 1994 dans la commune.